# Council Bluffs, Iowa
Council Bluffs, Iowa là một thành phố thủ phủ quận Pottawattamie trong tiểu bang Iowa, Hoa Kỳ. Thành phố có tổng diện tích km², trong đó diện tích đất là km². Theo điều tra dân số Hoa Kỳ năm 2010, thành phố có dân số 62.230 người.
Cùng với thành phố láng giềng Omaha, Nebraska về phía tây, Council Bluffs là một phần của các khu vực đô thị lớn thứ 60 tại Hoa Kỳ trong năm 2010, với dân số ước tính 865.350 người cư trú trong tám quận của khu vực Omaha, Coucil Bluffs. 